# Genouilleux
Genouilleux est une commune française, située dans le département de l'Ain en région Auvergne-Rhône-Alpes.

## Géographie

### Climat
Pour des articles plus généraux, voir Climat d'Auvergne-Rhône-Alpes et Climat de l'Ain.
En 2010, le climat de la commune est de type climat océanique altéré, selon une étude du CNRS s'appuyant sur une série de données couvrant la période 1971-2000. En 2020, Météo-France publie une typologie des climats de la France métropolitaine dans laquelle la commune est exposée à un climat de montagne ou de marges de montagne et est dans la région climatique Bourgogne, vallée de la Saône, caractérisée par un bon ensoleillement (1 900 h/an), un été chaud (18,5 °C), un air sec au printemps et en été et des vents faibles.
Pour la période 1971-2000, la température annuelle moyenne est de 11,6 °C, avec une amplitude thermique annuelle de 17,8 °C. Le cumul annuel moyen de précipitations est de 829 mm, avec 9,4 jours de précipitations en janvier et 7,1 jours en juillet. Pour la période 1991-2020, la température moyenne annuelle observée sur la station météorologique de Météo-France la plus proche, « St-Georges-Reneins », sur la commune de Saint-Georges-de-Reneins à 8 km à vol d'oiseau, est de 12,2 °C et le cumul annuel moyen de précipitations est de 723,2 mm,. Pour l'avenir, les paramètres climatiques de la commune estimés pour 2050 selon différents scénarios d'émission de gaz à effet de serre sont consultables sur un site dédié publié par Météo-France en novembre 2022.

## Urbanisme

### Typologie
Au 1er janvier 2024, Genouilleux est catégorisée ceinture urbaine, selon la nouvelle grille communale de densité à 7 niveaux définie par l'Insee en 2022.
Elle est située hors unité urbaine et hors attraction des villes,.

### Occupation des sols
L'occupation des sols de la commune, telle qu'elle ressort de la base de données européenne d’occupation biophysique des sols Corine Land Cover (CLC), est marquée par l'importance des territoires agricoles (82,7 % en 2018), une proportion sensiblement équivalente à celle de 1990 (83,2 %). La répartition détaillée en 2018 est la suivante : 
terres arables (47,9 %), prairies (28,5 %), zones urbanisées (8,6 %), zones agricoles hétérogènes (6,3 %), forêts (4,5 %), eaux continentales (4,2 %).
L'évolution de l’occupation des sols de la commune et de ses infrastructures peut être observée sur les différentes représentations cartographiques du territoire : la carte de Cassini (XVIIIe siècle), la carte d'état-major (1820-1866) et les cartes ou photos aériennes de l'IGN pour la période actuelle (1950 à aujourd'hui).

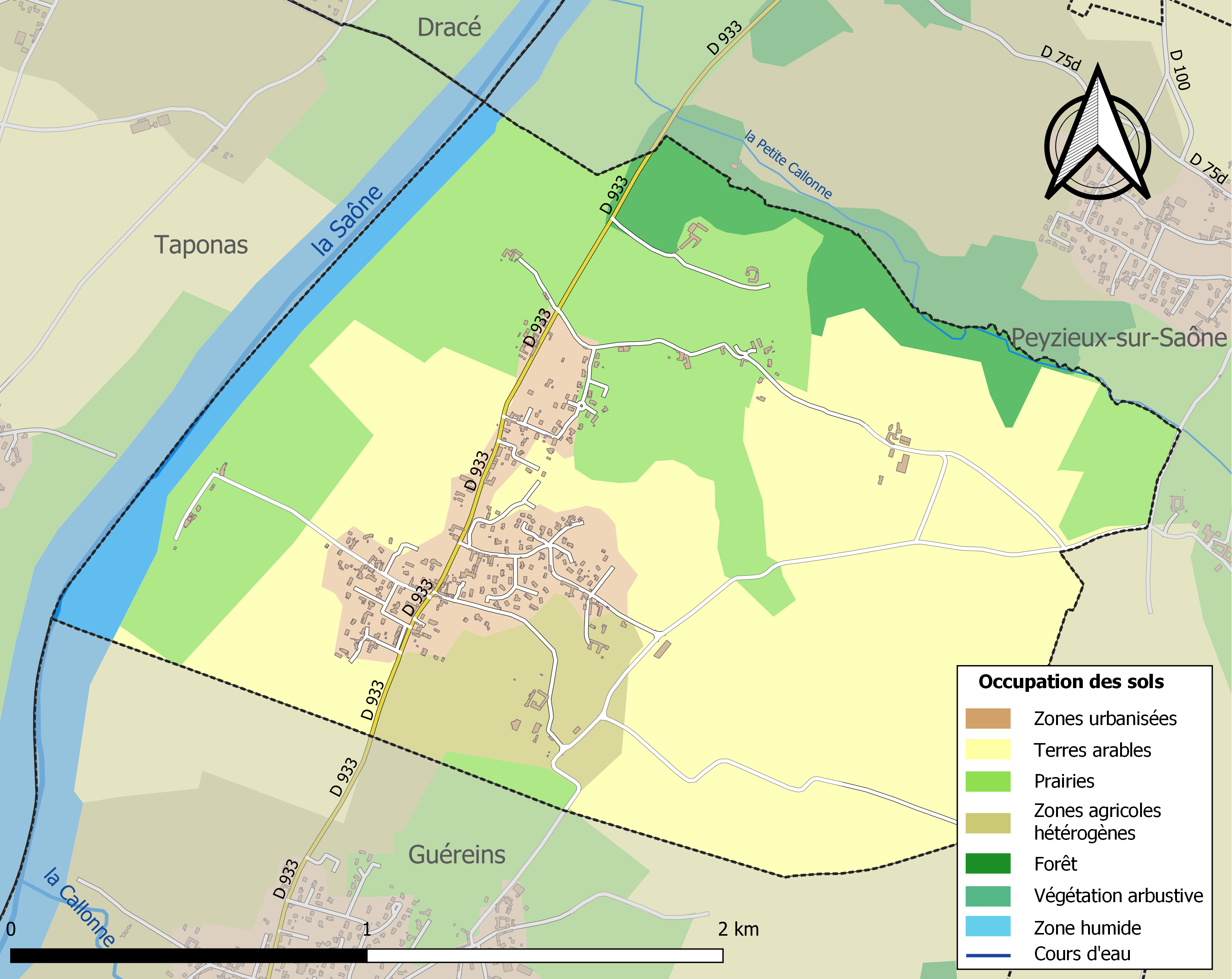
Carte des infrastructures et de l'occupation des sols de la commune en 2018 (CLC).

## Politique et administration

### Découpage territorial
La commune de Genouilleux est membre de la communauté de communes Val de Saône Centre, un établissement public de coopération intercommunale (EPCI) à fiscalité propre créé le 1er janvier 2017 dont le siège est à Montceaux. Ce dernier est par ailleurs membre d'autres groupements intercommunaux.
Sur le plan administratif, elle est rattachée à l'arrondissement de Bourg-en-Bresse, au département de l'Ain et à la région Auvergne-Rhône-Alpes. Sur le plan électoral, elle dépend du  canton de Châtillon-sur-Chalaronne pour l'élection des conseillers départementaux, depuis le redécoupage cantonal de 2014 entré en vigueur en 2015, et de la quatrième circonscription de l'Ain  pour les élections législatives, depuis le dernier découpage électoral de 2010.

### Administration municipale

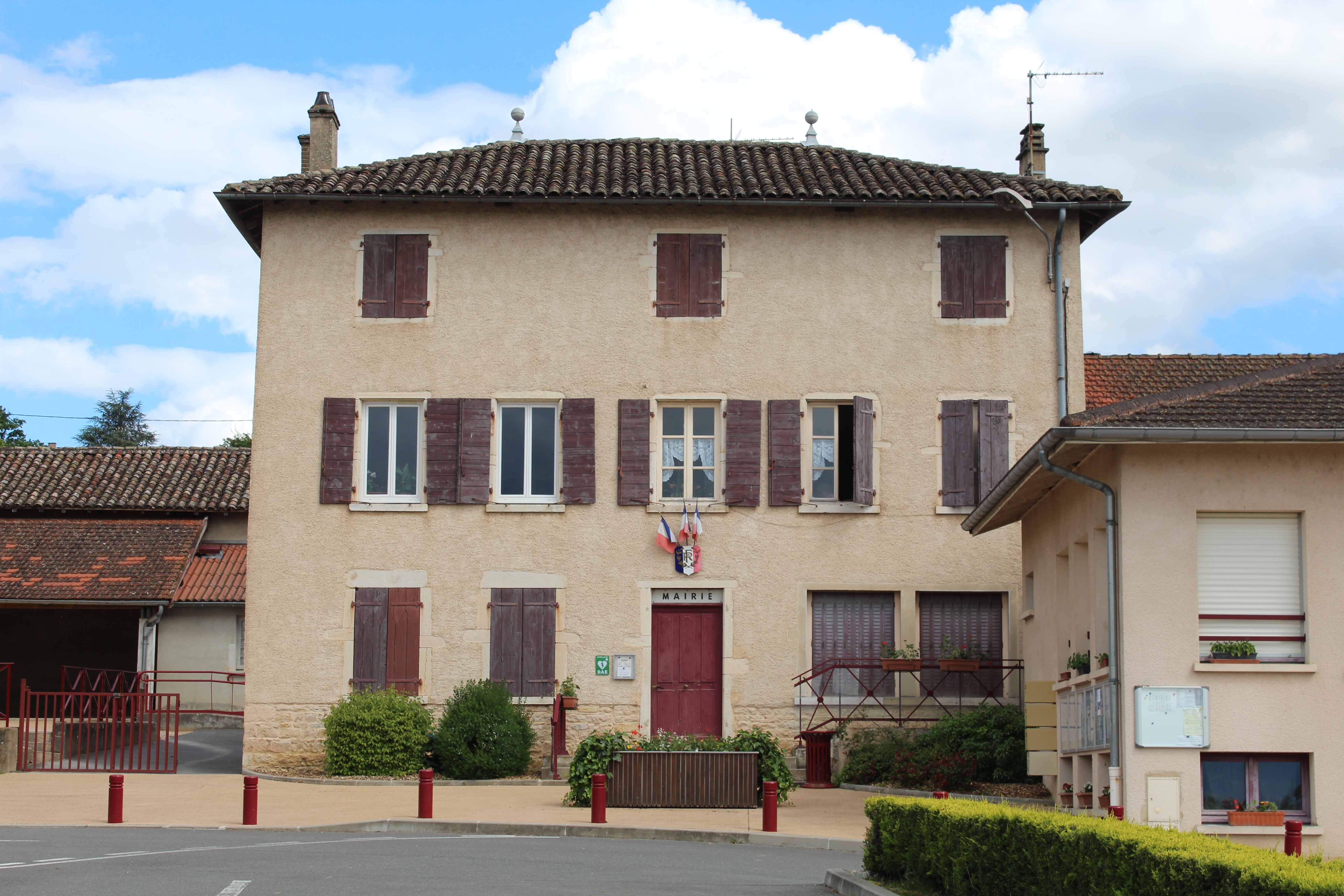
Mairie.

| Période                                  | Période  | Identité              | Étiquette | Qualité                      |
| ---------------------------------------- | -------- | --------------------- | --------- | ---------------------------- |
| avant 1981                               | ?        | Gabriel Fauvet-Messat | DVG       |                              |
| 1995                                     | 2001     | Gabriel Verdier       |           |                              |
| 2001                                     | 2008     | Guy Vignacourt        |           |                              |
| 2008                                     | 2010     | Nadine Lavocat-Dubuis |           | Démission en cours de mandat |
| 2010                                     | 2020     | Robert Desplace       | SE        | Retraité - Réélu en 2014     |
| 2020                                     | En cours | Alain Reignier        | SE        | Directeur d'hôpital retraité |
| Les données manquantes sont à compléter. |          |                       |           |                              |

## Démographie
L'évolution du nombre d'habitants est connue à travers les recensements de la population effectués dans la commune depuis 1793. Pour les communes de moins de 10 000 habitants, une enquête de recensement portant sur toute la population est réalisée tous les cinq ans, les populations de référence des années intermédiaires étant quant à elles estimées par interpolation ou extrapolation. Pour la commune, le premier recensement exhaustif entrant dans le cadre du nouveau dispositif a été réalisé en 2008.
En 2022, la commune comptait 675 habitants, en évolution de +12,5 % par rapport à 2016 (Ain : +5,15 %, France hors Mayotte : +2,11 %).
| 1793 | 1800 | 1806 | 1821 | 1831 | 1836 | 1841 | 1846 | 1851 |
| ---- | ---- | ---- | ---- | ---- | ---- | ---- | ---- | ---- |
| 457  | 496  | 452  | 497  | 522  | 514  | 484  | 493  | 482  |

| 1856 | 1861 | 1866 | 1872 | 1876 | 1881 | 1886 | 1891 | 1896 |
| ---- | ---- | ---- | ---- | ---- | ---- | ---- | ---- | ---- |
| 431  | 404  | 409  | 369  | 362  | 352  | 333  | 332  | 331  |

| 1901 | 1906 | 1911 | 1921 | 1926 | 1931 | 1936 | 1946 | 1954 |
| ---- | ---- | ---- | ---- | ---- | ---- | ---- | ---- | ---- |
| 301  | 318  | 283  | 248  | 235  | 242  | 226  | 228  | 257  |

| 1962 | 1968 | 1975 | 1982 | 1990 | 1999 | 2006 | 2008 | 2013 |
| ---- | ---- | ---- | ---- | ---- | ---- | ---- | ---- | ---- |
| 259  | 220  | 204  | 253  | 320  | 399  | 541  | 581  | 591  |

| 2018 | 2022 | - | - | - | - | - | - | - |
| ---- | ---- | - | - | - | - | - | - | - |
| 624  | 675  | - | - | - | - | - | - | - |

## Culture et patrimoine

### Lieux et monuments

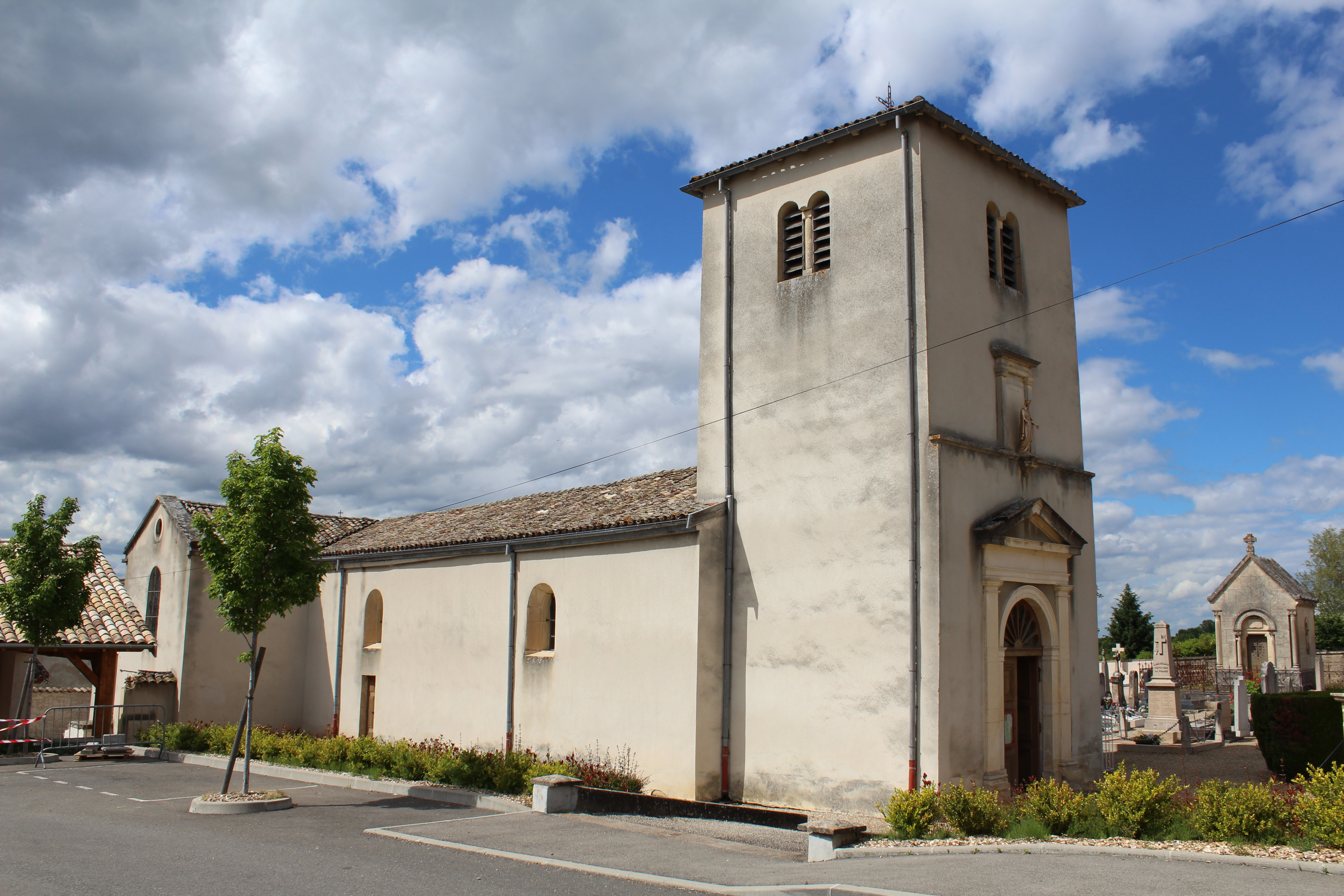
Église Saints-Pierre-et-Paul.

- Château de Chavagneux : il présente un donjon cylindrique en brique dressé vers 1296 par le chevalier Milon de Vaud qui en fait en 1310 aveu au sire de Beaujeu. Un péage sur la Saône en dépendait[18]. La tour du château est inscrite au titre des monuments historiques depuis le 17 décembre 1942[19].
- Église Saint-Pierre-et-Saint-Paul de Genouilleux du XVIIIe siècle.

### Personnalités liées à la commune
- Jean-Marie Arriveur, né le 25 mai 1728 à Saint-Étienne-sur-Chalaronne, décédé le 23 avril 1800 à Genouilleux, député de 1789 à 1791.